# Director de orquesta

Leonard Bernstein durante un concierto

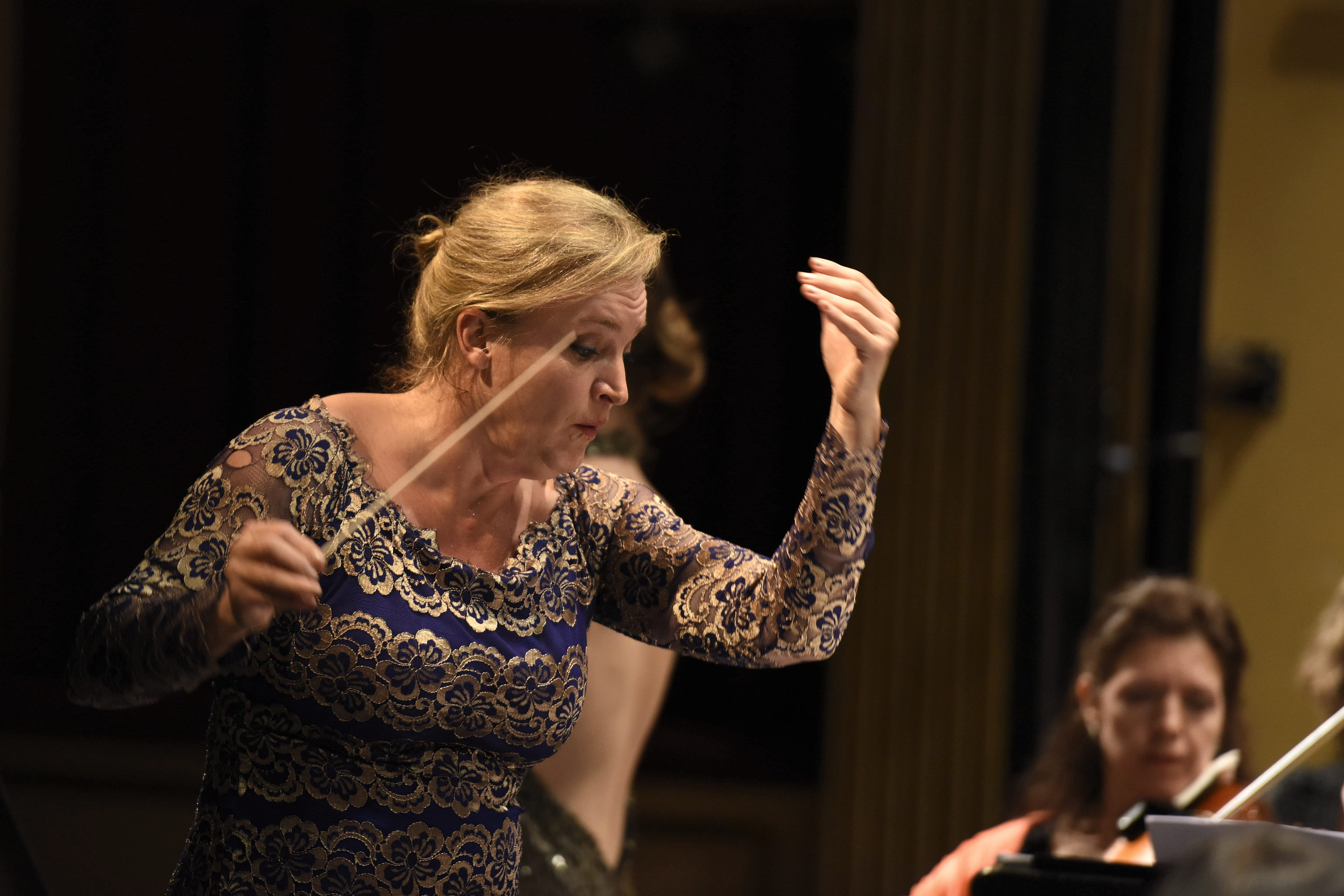
Ligia Amadio dirigiendo la Orquesta Filarmónica de Montevideo

Un director de orquesta es el responsable de la interpretación de una obra musical y su ejecución por una orquesta, haciéndose cargo tanto en los ensayos como en actuaciones y grabaciones de estudio.
A partir del estudio de la partitura, deberá encargarse de unificar la interpretación de una obra que interpretará el grupo de músicos. Mientras dirige a la orquesta, debe estar atento a que la versión que construyó en su cabeza de determinada obra (producto del análisis) esté sonando en el momento de la ejecución. Al mismo tiempo, debe potenciar a cada músico para lograr el mayor rendimiento de la agrupación musical.
Durante los ensayos, debe dar las indicaciones que considere importantes a los músicos que integran una agrupación orquestal. Sus indicaciones pueden abarcar desde un matiz, una manera de vibrar los sonidos o sobre la manera de unificar la interpretación de determinada sección de una obra. También está atento a la afinación, al empaste, al ensamble y al balance que la orquesta desarrolla.
Si bien la figura del director es relativamente nueva en términos históricos, de alguna manera su función estuvo siempre presente. Ya que existen o han existido agrupaciones que sin contar con un director musical propiamente dicho, cuentan con una figura que, básicamente, decide los puntos esenciales para la interpretación correcta de la obra.

## Historia
La dirección orquestal tiene origen en la tarea de dirección coral que se realizaba durante la Edad Media. Con la incorporación de los instrumentos y la utilización de diversos elementos compositivos más complejos, la posición del maestro de capilla adquiere mayor protagonismo. Para lidiar con estas nuevas dificultades se implementó el uso de un bastón, con el que muchas veces se marcaba el tempo golpeando el suelo. Es conocida la historia del compositor de la corte de Francia Jean-Baptiste Lully, quién aplastó su pie con el bastón mientras dirigía una agrupación. La herida se infectó debido a que en aquellos tiempos no había tanta higiene y debido a esto el director terminó falleciendo. Estos fueron los primeros intentos y las primeras experiencias de dirección, que denotaron la necesidad de una figura que pueda dirigir la música en un grupo.
En los siglos XVII y XVIII era muy común que compositores fueran los encargados de dirigir la música que escribían. Cuando esto no era posible, se recurría a un músico de la orquesta, que casi siempre era el concertino o el realizador del bajo continuo. Con el transcurso del tiempo, la dirección de orquesta fue desarrollándose técnicamente y volviéndose más precisa, de manera que en el siglo XIX encontramos ya a músicos que únicamente se dedican a dirigir orquestas y agrupaciones musicales. Es así que, en el siglo XIX, se considera imprescindible la formación específica en la dirección orquestal de la persona que ejerciera ese rol.
Sin embargo, grandes compositores subsistieron principalmente de su labor como directores de orquesta. Sus figuras eran respetadas por las orquestas por la autoridad que les daba ser los compositores de las obras que se interpretaban. Algunos de ellos fueron: Hector Berlioz, Felix Mendelssohn, Ludwig Spohr, Carl Maria von Weber, Richard Wagner, Gustav Mahler y Richard Strauss.

## Funciones
Entre los deberes del director de orquesta están: llevar el tempo, indicar la entrada de grupos instrumentales individuales, marcar los cambios de dinámicas y fijar cualquier otra instrucción relevante dejada en la partitura por el compositor. También son deberes del director coordinar los ensayos, resolver disputas y desacuerdos de índole interpretativa entre los músicos. Muchos directores también son los encargados de definir las programaciones que las orquestas llevan adelante en cada jornada.
Cabe notar que, si bien las funciones de cada director son las mismas, la forma en las que las ejecutan es lo que les distingue. Normalmente, cada partitura usa términos que se prestan a distintos grados de ambigüedad, y por donde están sujetos a la interpretación del director. Algunos ejemplos son rubato, allegro o forte.
Se ha dicho por esto que ninguna versión de una pieza es exactamente igual a otra, ni siquiera cuando son hechas por un mismo director en dos ocasiones distintas. Por ejemplo, Ígor Stravinski, quien dirigió al menos seis grabaciones de su obra La consagración de la primavera, notó que cada una de ellas era marcadamente diferente de las otras.
A veces, si el compositor o la compositora está presente en los ensayos de su obra, puede cambiar de opinión acerca de lo que escribió en la partitura e informárselo al director. En ocasiones, algunos directores se interesan por conocer bien no solo la obra que dirigirán, sino también al mismo compositor: sus gustos, conocimientos musicales y maestría, pues consideran que es esencial para una ejecución de calidad. Este es normalmente el caso ante el estreno mundial de la obra.

## Características
Un director de orquesta debe tener la mayor cantidad de conocimientos musicales posibles. Esto le permitirá tener una visión más amplia de la música que está dirigiendo. Además, debe tener conocimientos sobre la orquestación y, por tanto, saber cómo se producen sonido los instrumentos de la orquesta (sin necesariamente poder ejecutarlos). Saber los registros óptimos y no óptimos de cada instrumento, le permitirá un trabajo más sutil en la construcción de la versión musical de la obra que está dirigiendo. Debe tener profundos conocimientos de armonía.

## Herramientas
La mayoría de los directores utilizan para dar sus indicaciones, además de gestos, una pequeña vara llamada batuta. La función de este elemento es ampliar el rango de visión para que todos los integrantes de una orquesta puedan verlo. Los que no utilizan batuta, dirigen con gestos de los brazos y manos.
El director utiliza todo su cuerpo para dirigir. La manera de estar parado, de ver a los músicos y de respirar condicionan el sonido resultante de la orquesta. Algunos directores utilizan también una tarima sobre la que se paran para que la orquesta los pueda ver con mayor facilidad. Esta tarima suele tener el nombre de "podio".

## Directores reconocidos
A continuación, encontraremos una breve reseña con los datos más relevantes de alguno de los directores más reconocidos de los últimos tiempos:

Leonard Bernstein
Nació en Lawrence, Massachusetts, el 25 de agosto de 1918. Fue un compositor, pianista y director de orquesta judío estadounidense. Fue el primer director de orquesta nacido en los Estados Unidos que obtuvo fama mundial, célebre por haber dirigido la Orquesta Filarmónica de Nueva York, por sus Conciertos para jóvenes en la televisión entre 1958 y 1972 y por sus múltiples composiciones, entre ellas West Side Story (1957), Candide y On the town (1944). También fue una figura esencial en el resurgir moderno de la música de Gustav Mahler, el compositor que le interesaba más apasionadamente.
Después de la Segunda Guerra Mundial, la carrera de Bernstein empezó a desarrollarse internacionalmente. En 1949 dirigió el estreno mundial de la Sinfonía Turangalila, de Olivier Messiaen. Después de la muerte de Serge Koussevitzky en 1951, Bernstein asumió durante muchos años la jefatura de los departamentos orquestal y de dirección de Tanglewood. Fue nombrado director titular de la Filarmónica de Nueva York desde 1958 hasta 1969. Hasta 1990 fue nombrado director laureado, y dirigió la orquesta hasta cinco días antes de su muerte. Se convirtió en una figura muy conocida en los Estados Unidos por una serie de cincuenta y tres programas titulado Conciertos para jóvenes, que se televisaron a través de la CBS, en la que comentaba las obras que después interpretaba. Algunas de sus lecciones musicales se han divulgado en disco, junto a otras grabaciones premiadas con los Grammy. Hasta hoy, estos Conciertos para jóvenes se mantienen como el programa de música clásica que más ha durado en una televisión comercial: se emitieron desde 1958 hasta 1972. Más de treinta años después, se repusieron 25 de estos programas en el canal de cable Trio y se comercializaron en DVD.
Desde 1970, Bernstein dirigió en muchas ocasiones a la Orquesta Filarmónica de Viena, y con esta orquesta grabó muchas de las obras que ya había registrado antes con la Filarmónica de Nueva York, entre ellas la grabación integral de las sinfonías de Beethoven, de Mahler, de Brahms y de Schumann.
Gustavo Dudamel

Gustavo Dudamel dirigiendo un concierto en vivo

Nació en Venezuela, el 26 de enero de 1981. Es un músico, compositor y director de orquesta venezolano. Es el director de la Orquesta Filarmónica de Los Ángeles, y de la Orquesta Sinfónica Simón Bolívar. En 2012 ganó el Premio Grammy americano por la dirección de la Sinfonía n.º 4, de Johannes Brahms, interpretada por la Filarmónica de Los Ángeles, convirtiéndose en el segundo venezolano después de Oscar D'León en ganar el cotizado gramófono. En el año 2020 gana el segundo Grammy anglo de su carrera como mejor director de orquesta por la pieza Norman: Sustain.
El 1 de enero de 2017 estuvo al frente de la Filarmónica de Viena en el tradicional Concierto de Año Nuevo, convirtiéndose en el director de orquesta más joven en participar en este célebre evento. En abril de 2018, dirige la Orquesta Filarmónica de Los Ángeles al tenor Russell Thomas y a la mezzo - soprano Tamara Mumford con una versión de Das Lied von der Erde de Gustav Mahler, trabajo realizado en conjunto con la compañía chilena Teatrocinema. En 2019 fue reconocido por la Fundación Konex de la Argentina con el Premio Konex Mercosur como una de las figuras más sobresalientes de la Música Clásica en América Latina, galardón que se entrega cada 10 años a dicha actividad.

Daniel Barenboim
Nació en Buenos Aires, el 15 de noviembre de 1942. Es un pianista y director de orquesta argentino nacionalizado español, israelí y palestino. Debutó en Buenos Aires a los siete años y fue posteriormente invitado por el Mozarteum de Salzburgo a continuar sus estudios en esa ciudad, en cuyo festival participó tres años después. Luego estudió con Nadia Boulanger, Igor Markevitch y en la Academia de Santa Cecilia de Roma.
En 1999 junto al escritor estadounidense de origen palestino Edward Said, al que lo unió una gran amistad, fundó la West-Eastern Divan Orchestra, una iniciativa para reunir cada verano un grupo de jóvenes músicos talentosos tanto de origen israelí como de origen árabe o español. Ambos recibieron el premio Príncipe de Asturias de la Concordia por la iniciativa. En 2004 Barenboim recibió el Premio de la Fundación Wolf de las Artes de Jerusalén.
En 2009 y dirigió el Concierto de Año Nuevo de la Orquesta Filarmónica de Viena. Fue condecorado con la Legión de honor del gobierno francés. A partir del 10 de agosto de 2011 es candidato al Premio Nobel de la Paz por sus diversas actividades a favor de la paz y la convivencia en Oriente Próximo. Desde la década de 1960 ha realizado presentaciones en Buenos Aires en varias ocasiones. Se presentó en el teatro Colón en 1980 con la Orquesta de París, en 1989 interpretó las variaciones Goldberg de Bach, en 1995 con la Staatskapelle Berlín, en 2000 con la Sinfónica de Chicago y en un recital de piano conmemorando 50 años de su debut en Buenos Aires, en 2002 para la integral de sonatas de Beethoven, en 2004 para los dos tomos del Clave bien temperado de Bach, en 2005 con la West-Eastern Divan Orchestra, en 2006 con un concierto multitudinario de fin de año ante 50.000 personas junto a la Orquesta Filarmónica de Buenos Aires, en 2008 con la Staatskapelle Berlín y en 2010 nuevamente con la West-Eastern Divan interpretando las nueve sinfonías de Beethoven y en un concierto al aire libre para 60.000 personas y con el coro y orquesta del Teatro Alla Scala de Milán en el Teatro Colón con motivo del bicentenario argentino.
Herbert von Karajan

Herbert Von Karajan

Nació en Salzburgo, 5 de abril de 1908, el, 16 de julio de 1989. Fue uno de los más destacados directores de orquesta de la historia. Dirigió la Orquesta Filarmónica de Berlín durante treinta y cinco años. Según una estimación Karajan llegó a ser el artista discográfico de música clásica con las mayores ventas de todos los tiempos, llegando a los 200 millones de ventas.
En 1946, Karajan dio su primer concierto en la posguerra, en Viena, con la Orquesta Filarmónica de Viena, pero después las autoridades de la ocupación soviética le prohibieron ejercer la dirección debido a su afiliación al partido nazi. En el verano de aquel año participó anónimamente en el Festival de Salzburgo. Al año siguiente se levantó la prohibición y pudo seguir dirigiendo. En 1948, Karajan se convirtió en director artístico de la Gesellschaft der Musikfreunde, Viena. También dirigió en el Teatro de La Scala de Milán.
Karajan convirtió a esa orquesta en una de las mejores del mundo. En 1949 se presentó en el Teatro Colón de Buenos Aires en una serie de conciertos sinfónicos. En 1951 dirigió un único ciclo completo de El anillo del nibelungo (alternándose del 11 de agosto al 15 de agosto con Hans Knappertsbusch), así como Los maestros cantores de Núremberg, y en 1952 Tristán e Isolda en el Festival de Bayreuth. En 1953, después de dirigir Tannhäuser, dijo que nunca más lo haría porque no sabía si sus emociones le permitirían terminarla con vida.
Aun así, asumió la dirección imponiendo la condición de que su plaza fuera vitalicia. Juntos realizaron apariciones por todo el mundo, obteniendo gran aclamación. En 1955, la orquesta hizo su primera presentación en Nueva York, desde donde comenzó una gira por los Estados Unidos, que fue repetida al año siguiente, y también durante varias temporadas más. En total, entre 1955 y 1958, Karajan y la Filarmónica de Berlín tocaron 105 conciertos en los Estados Unidos. Entre otros notables viajes internacionales se incluyen visitas a Japón, la gira de 1984 que los llevó también a Corea y sus primeros conciertos en China en 1978.
Entre 1957 y 1964, fue director artístico de la Ópera Estatal de Viena. Estuvo estrechamente vinculado con la Orquesta Filarmónica de Viena y el Festival de Salzburgo, en donde inició el llamado Festival de Semana Santa, evento que permanecería ligado al director musical de la Filarmónica de Berlín aún después de que Karajan dejara ese cargo. Dirigió el Concierto de Año Nuevo de Viena en 1987 y continuó interpretando, dirigiendo y grabando en forma prolífica hasta su muerte en 1989.

Carlos Kleiber
Nació en Berlín, el 3 de julio de 1930. Fue un director de orquesta nacido en Alemania y nacionalidad austríaca (originariamente y de nuevo a partir de 1980), acreditado como uno de los mejores del siglo XX y por algunos como el mejor de todos los tiempos.
El estilo de dirección de Carlos Kleiber fue muy personal. Su anhelo de perfección le llevaba a ensayar con gran exigencia hasta alcanzar una comunión formal con la orquesta. Esto se debía en parte a que no era el titular de una orquesta concreta a la que ya tuviera adaptada a su estilo, pero también a que quería siempre plasmar su versión ideal de las partituras elegidas, como si se tratase de un estreno. Durante los conciertos, Kleiber quería mostrar la frescura de lo inmediato y un alejamiento del desarrollos rutinarios. Su manera de dirigir era muy expresiva y del agrado del público con amplios gestos de los brazos. No le gustaban las tendencias postmodernas de la representación operística y rehuyó a directores de escena conflictivos por considerar que su labor atraía mucho la atención sobre la escenografía, apartándola de lo musical. Su repertorio abarcaba 22 compositores y sus grabaciones de las sinfonías de Beethoven — especialmente las Sinfonías Quinta y Séptima—, Brahms y Schubert a menudo son consideradas "versiones definitivas".
Con el tiempo, Carlos Kleiber se convirtió en uno de los más solicitados y a la vez evasivos de los directores de orquesta de la última mitad del siglo XX. Al deceso de Herbert von Karajan le fue ofrecida la sucesión al frente de la Orquesta Filarmónica de Berlín, pero rechazó la oferta. Nunca concedió un reportaje y cancelaba sus actuaciones a menudo. Se convirtió en una figura legendaria. Sus esporádicas apariciones en La Scala, el Covent Garden, el Metropolitan Opera, Viena, Múnich —donde prefería trabajar—, Berlín y Tokio eran ocasiones muy codiciadas por la crítica y el público. Casado con la bailarina Stanislava Brezovar (1937-2003), tuvo dos hijos, Marko y Lilian. Al morir su esposa, la vida de Kleiber se apagó rápidamente, muriendo meses después. Ambos están enterrados en Litija, Eslovenia.
El 13 de julio de 2014 se celebró en su honor el Día Internacional del Director de Orquesta, coincidiendo con el 10.º aniversario de su fallecimiento.

## Técnica general

### Esquemas
Una de las funciones más importantes en los inicios de un director es la marcación de los esquemas. Con estos movimientos, quien dirige da dos de las informaciones más importantes de la música: el pulso y el compás. En general, se realizan con la mano derecha. La técnica universal de la dirección orquestal comienza con la enseñanza y profundización de este elemento. Es de suma importancia que los esquemas sean muy claros para que la agrupación que esté tocando pueda comprenderlos fácilmente.
A continuación, se presentan los 3 esquemas básicos que marca un director durante una obra musical.

#### Esquema de cuatro pulsos

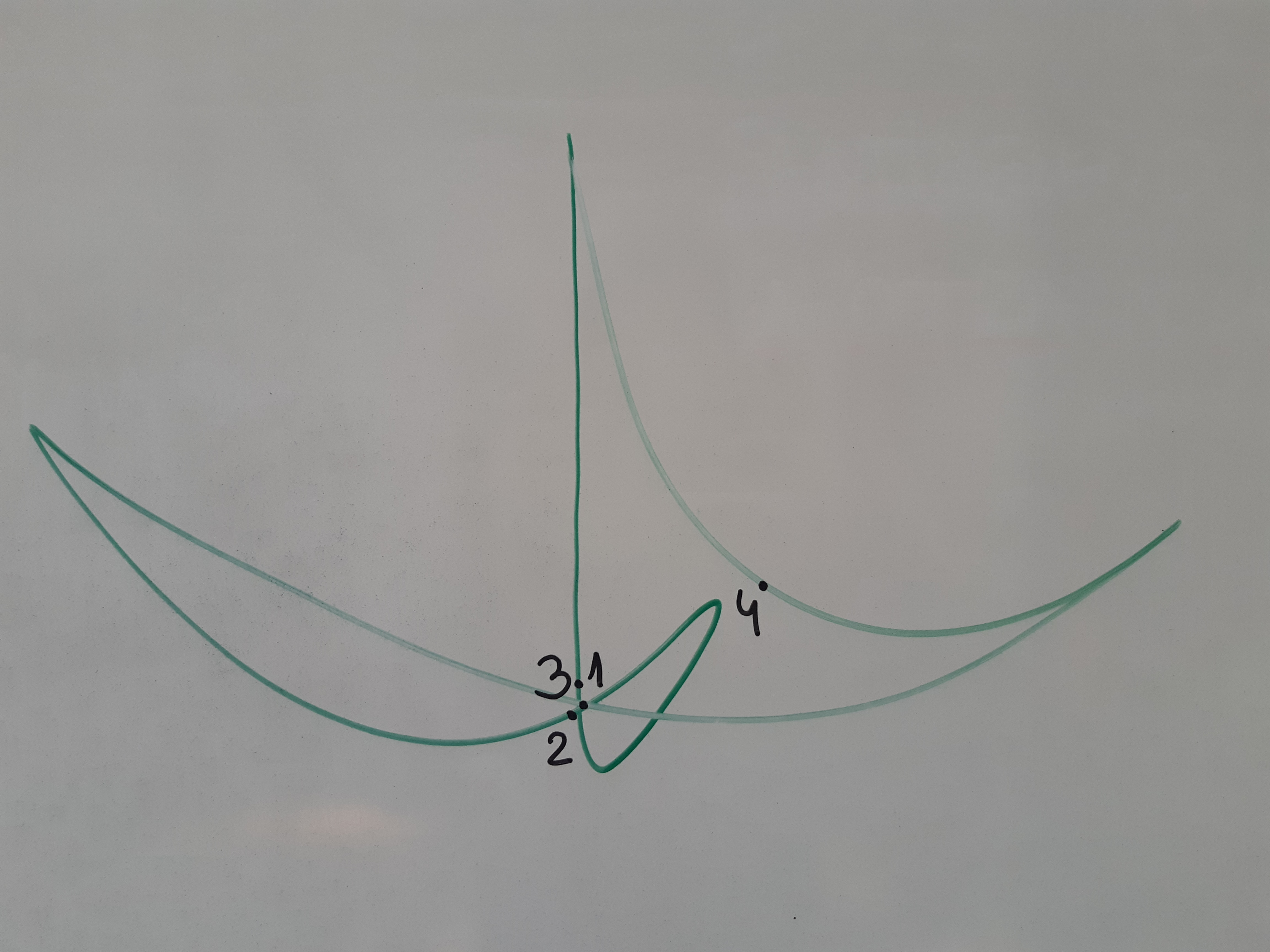
Esquema de cuatro pulsos

En este gráfico se muestra el recorrido que realiza la mano derecha. El pulso uno está hacia abajo, el pulso dos hacia adentro, el tres hacia afuera y el cuarto hacia arriba. Como se puede observar, todos los pulsos están casi en un mismo lugar, lo que va cambiando es el recorrido de levare o anacrusa que realiza la mano (o la batuta).

#### Esquema de tres pulsos

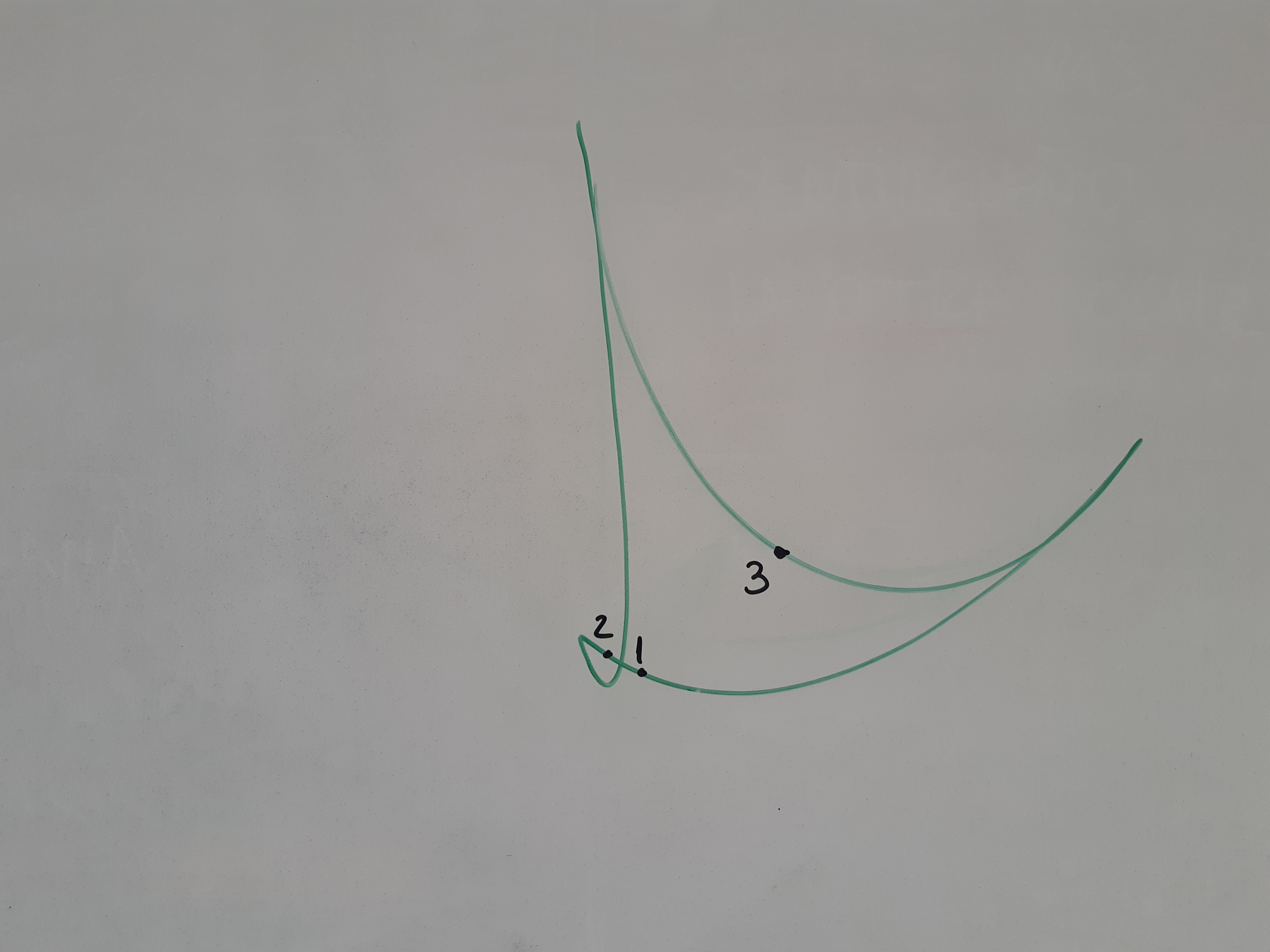
Esquema de tres pulsos

En este gráfico se muestra el recorrido que realiza la mano derecha. El pulso uno está hacia abajo, el pulso dos hacia afuera y el tres arriba. Como se puede observar, todos los pulsos están casi en un mismo lugar, lo que va cambiando es el recorrido de levare o anacrusa que realiza la mano (o la batuta).

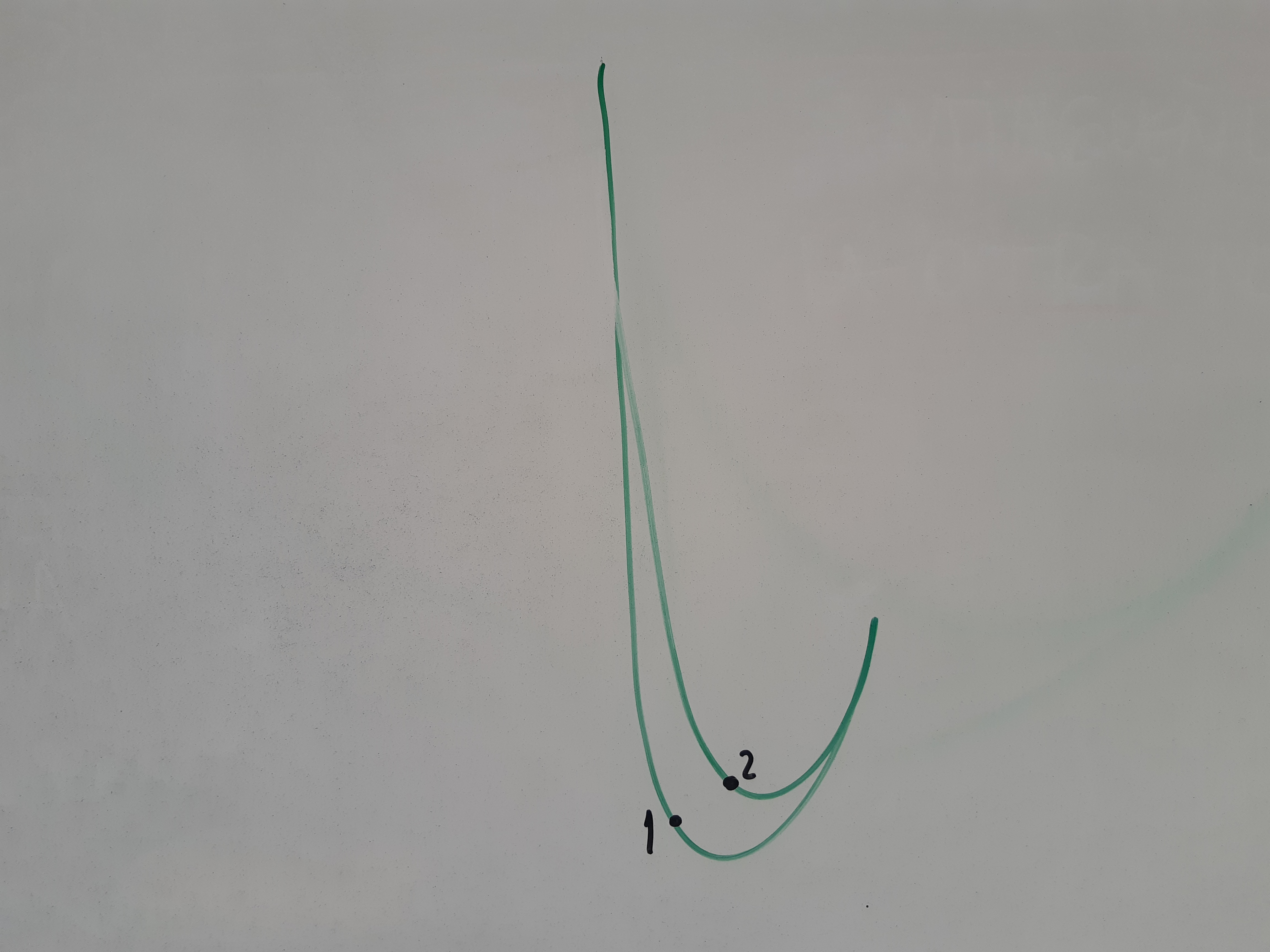
Esquema de dos pulsos

#### Esquema de dos pulsos
En este gráfico se muestra el recorrido que realiza la mano derecha. El pulso uno está hacia abajo, el pulso dos hacia arriba. Como se puede observar, todos los pulsos están casi en un mismo lugar, lo que va cambiando es el recorrido de levare o anacrusa que realiza la mano.

### La mano izquierda
La mano izquierda tiene muchas funciones posibles. En la formación inicial del director, se utiliza para marcar las dinámicas, las entradas de los músicos y para reforzar determinados movimientos de la mano derecha. A medida que avanza la formación de un director y en la medida en que crece el nivel de la agrupación, la mano izquierda toma un rol netamente expresivo. Su función es dar forma a las frases y aspectos estructurales (procesos de tensión y distención) dentro de una obra.

## Relaciones (o proporciones): técnica de Sergiu Celibidache
Una de las técnicas de dirección más sólidas que hoy existen es la que desarrolló Sergiu Celibidache. Uno de sus mayores aportes fue el concepto de relaciones (o proporciones). Con las relaciones, Celibidache estudia los movimientos y los tiempos internos que hay en la marca que realiza un director. Explica que según el tiempo que hay en el movimiento ascendente y descendente dentro de la marca del director, se pueden marcar tempos binarios o ternarios. También se puede diferenciar la música con carácter legato y staccato.
Diferencia entonces 6 tipos de relaciones:
- Relación 1/1: Se tarda la mitad del tiempo en subir y la mitad del tiempo en bajar al pulso. Se utiliza para dirigir ritmos binarios en legato.
- Relación 1/2: Se tarda dos partes del pulso en subir y una en bajar. Se utiliza para dirigir ritmos ternarios en legato.
- Relación 1/3: Se tarda 3 partes del pulso en subir y una en bajar. Se utiliza para dirigir ritmos binarios en staccato.
- Relación 1/4: Se tarda 4 partes del pulso en subir y una en bajar.
- Relación 1/5: Se tarda la quinta parte del pulso en subir y una parte en bajar.
Este concepto fue innovador y permitió un gran desarrollo en la técnica general de la dirección orquestal. Sergiu Celibidache también desarrolló la filosofía de la dirección orquestal. Su escuela de dirección marcó un antes y un después en la historia de la dirección orquestal.

## Día internacional
Desde 2013 se celebra cada 13 de julio el día internacional del Director de Orquesta, aniversario del fallecimiento del reconocido director Carlos Kleiber.